# 고토 하루마사
고토 하루마사(일본어: 五島玄雅, 덴분(1548년) ~ 게이초 17년(1612년 4월 8일))은 센고쿠 시대에서 에도 시대에 걸쳐 활약한 무장, 다이묘이다. 히젠국 후쿠에번 초대 번주로 고토 가문 제21대 당주.
우쿠 스미사다의 3남으로 20대 당주 고토 스미하루(五島純玄)의 숙부에 해당한다. 처는 오쿠보 이에쓰구의 딸이며 자식으로는 딸 둘이 있다. 통칭 마고지로, 마고우에몬, 관위는 종5위하 아와지노카미.
조카 스미하루가 1594년 조선에서 진중 병사하자, 차기 당주에 자리에 올라 고토 세력을 이끌고 여러 전투에 참전하였다. 1600년 세키가하라 전투에서 중립을 유지했고, 전후 도쿠가와 이에야스로부터 영지를 보존받아 후쿠에번 초대 번주의 자리에 오른다.
1612년 65세의 일기로 세상을 떠났다. 후계는 사촌 우쿠 모리나가(宇久盛長)의 장남이자 하루마사의 양자인 고토 모리토시(五島盛利)가 승계한다.
|  | 제1대 후쿠에번 번주 (고토가) 1603년 ~ 1612년 | 후임 고토 모리토시 |